# ロード・オブ・ザ・ロスト

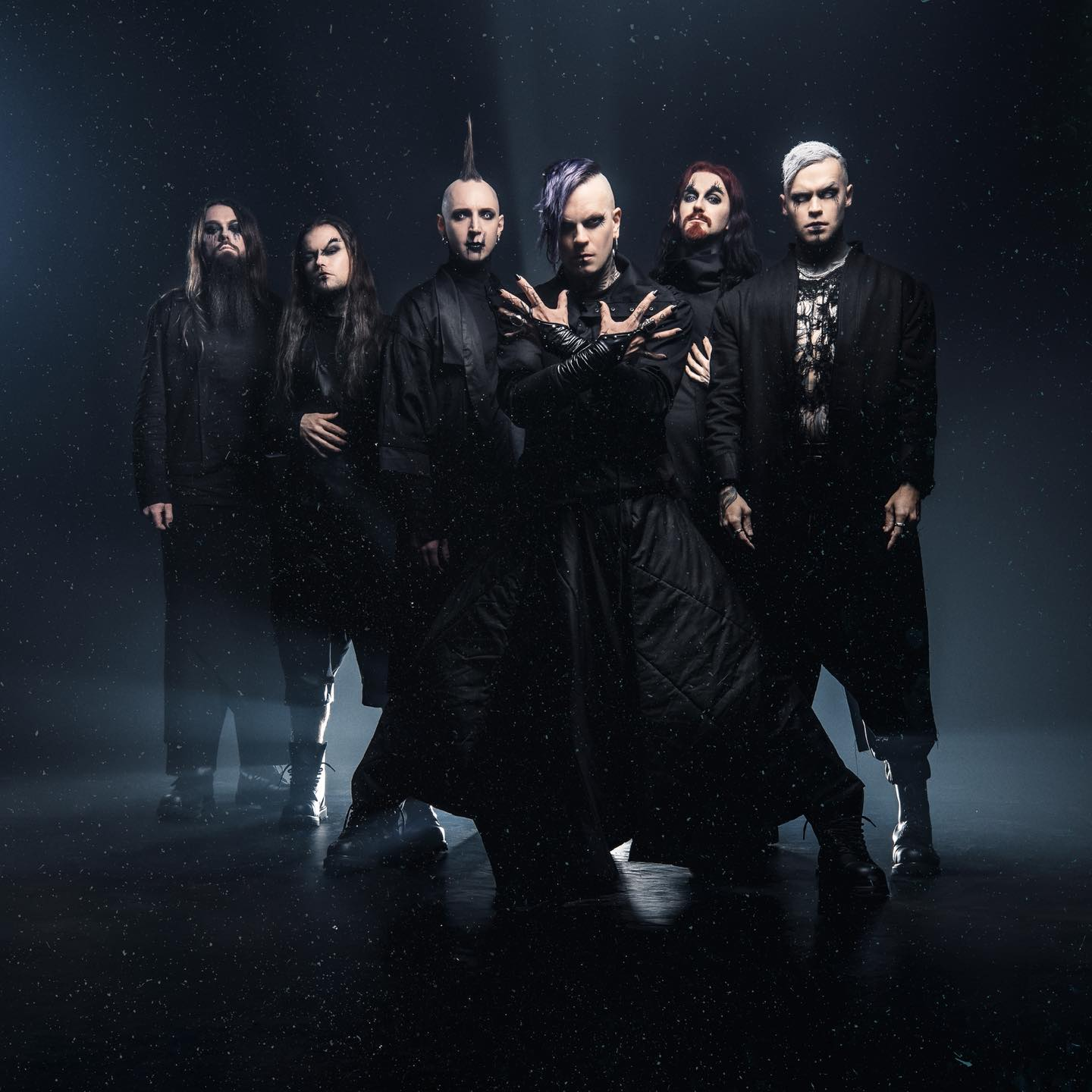

ロード・オブ・ザ・ロスト(英：Lord of the Lost)は、2007年に結成されたハンブルクを拠点とするドイツのゴシックメタル、モダン・ロックバンド。2023年にはユーロビジョン・ソング・コンテストにドイツ代表として出場。略称は「LOTL」。

## 特徴
ダークでありながらメタル、インダストリアルミュージック、グラム、ロック、ポップス、クラシックなど様々な要素を組み合わせた独自のサウンドを持つ。
また、クリスは5歳の頃よりチェロを、ゲリットはクラシックピアノを幼少期より習っておりクラシック音楽への造詣も深く、メタル・ロック調のアルバムの他に楽曲をクラシック調にアレンジ、作曲したアルバムを3枚リリースしている。
不定期で地元ハンブルクのオーケストラと共に"Lord of the Lost ensemble"としてアンサンブルセットのコンサートを開催。

## 来歴
2007年にボーカル、クリス・ハームスのソロプロジェクト"LORD"として始動。MySpaceに楽曲を投稿したところ反響が高かったためにバンドとして活動を開始した。バンド名はフィンランドのヘヴィ・メタルバンドのLORDIやドイツのロックバンドThe Lordsと似ていたため後にLord of the Lostと改める。

## メンバー
- クリス・ハームス (Chris "The Lord" Harms) - ボーカル/チェロ 2007年-
- クラース・ヘルメッケ (Klaas Helmecke / Class Grenayde) - ベース 2007年-
- ゲリット・ハイネマン (Gerrit Heinemann / Gared Dirge) - キーボード/パーカッション/ピアノ 2010年-
- ピ・シュトファース (Pi Stoffers / π) - ギター 2017年-
- ニクラス・カール (Niklas Kahl) - ドラム 2017年-
- ベンジャミン・ミュンディグラー (Benjamin "Benji" Mundigler) - ギター/キーボード 2024年-

## 年表
- 2007年　クリス・ハームスのソロプロジェクト”LORD”として発足。
- 2009年　デビューシングル「Dry the Rain」を発表。
- 2010年　ファーストフルアルバム「Fears」をOut of Line Musicよりリリース。
- 2011年　セカンドアルバム「Antagony」を発表。音楽誌編集者に「マンソンとヴィレ・ヴァロとのレスリング」と評される。
- 2012年　サードアルバム「Die Tomorrow」をリリース。
- 2013年　4作目となる「From the Flame into the Fire」をリリース。
- 2014年　ドラマーのディスコが脱退、トビアス・マーテンスが加入。 同年3月初の北米ツアーを行う。
- 2015年　3月にアコースティックアルバム「Swan Songs」を発表。同年にEP「Full Metal Whore」をリリース。
- 2016年　8月、5作目であり2枚目となるコンセプトアルバム「Empyrean」をリリース。 12月、ギタリストのBo Sixが脱退。
- 2017年　1月、新任ギタリストとしてバンドのギターテックであったπ(ピ・シュトファース)の加入が発表。 7月にはドラマーのトビアス・マーテンスが脱退し、ステージメンバーとしてニクラス・カールが加入。12月に正式にバンドのメンバーとなる。 同年9月、KMDFMとの北米ツアーが予定されていたが第一次トランプ政権下の米国政府よりビザが発給されず中止となった。
- 2018年　6作目となるアルバム「Thornstar」を発表。古代文明のパンゲアをモチーフとした3枚目のコンセプトアルバムとなる。ドイツチャート6位を記録。 12月、バンド初のアジア圏ツアーとして中国5都市を訪れる。
- 2019年　8月、初のベスト盤となる"Till Death Us Do Part: The Best of"をリリース。 11月、アイアン・メイデンのベーシストスティーブ・ハリスの希望により"Legacy of the Beast World tour 2020"ヨーロッパ17公演への帯同が発表されるも新型コロナウイルスの流行のため延期。
- 2020年　3枚目のアコースティックアルバム「Swan Songs Ⅲ」をリリース。
- 2021年　続くパンデミックにより活動が制限される最中、7作目であり4枚目のコンセプトアルバム「Judas」を発表。
- 2022年　延期が重なったIron Maidenとのツアー"Legacy of the Beast World tour 2022"ヨーロッパ17公演へ帯同。 同年12月、地元ハンブルクのアリーナにて初のフェスティバルLORD FESTを開催。同月8作目となるアルバム「Blood and Glitter」を発表。事前の告知やプロモーションがほぼ無く突然のリリースとなったがバンド初となるドイツチャート1位を獲得した。
- 2023年　ユーロビジョン・ソング・コンテスト2023ドイツ代表に選出。5月にリヴァプールで行われた決勝では最下位の結果となった。  同年夏に2度目となるアイアン・メイデンの"The future past world tour" ヨーロッパ公演への帯同、ヴァッケン・オープンエアにてクロージングアクトを務める。 同年12月、9作目となるスタジオアルバムとして初のカバー盤となる"Weapons of mass seduction"をリリース。同月2度目のLORD FESTを開催。
- 2024年　3月、ベンジャミン・ミュンディグラーが6人目のメンバーとして加入。前年に出演したヴァッケン・オープンエアの音源・映像を収録した「LIVE at W:O:A」をリリース。12月、会場規模を大きくした3度目のLORD FESTを開催。
- 2025年　4月、2度目となる中国ツアー開催。 同年8月、10作目となる3部作アルバム「OPVS Noir vol.1」をリリース。同年12月「OPVS Noir vol.2」をリリース予定。
- 2026年　春頃に「OPVS Noir.3」リリース予定。